# فرانچسکو ویواکوا
فرانچسکو ویواکوا (انگلیسی: Francesco Vivacqua؛ زادهٔ ۱۹ ژوئن ۱۹۹۴) بازیکن فوتبال است.